# HEAT-UPユニバーサルタッグ王座
HEAT-UPユニバーサルタッグ王座（ヒート-アップ・ユニバーサルタッグおうざ）は、プロレスリングHEAT-UPが管理、認定している王座。

## 歴史
2017年3月30日、プロレスリングHEAT-UP新百合トウェンティワンホール大会で開催された「パワフルタッグトーナメント」に優勝した新井健一郎&ヒデ久保田組が初代王者になった。

## 歴代王者
| 歴代   | タッグチーム             | 戴冠回数 | 防衛回数 | 獲得日付       | 獲得場所 （対戦相手・その他）                                                   |
| ------ | ------------------------ | -------- | -------- | -------------- | ------------------------------------------------------------------------------- |
| 初代   | 新井健一郎&ヒデ久保田    | 1        | 3        | 2017年3月30日  | 新百合トウェンティワンホール 兼平大介&近藤"ド根性"洋史                          |
| 第2代  | 藤波辰爾&TAMURA          | 1        | 2        | 2018年6月23日  | カルッツかわさき                                                                |
| 第3代  | 兼平大介&大谷譲二        | 1        | 3        | 2019年5月19日  | 新百合トゥエンティワンホール 剥奪                                               |
| 第4代  | 兼平大介&井土徹也        | 1        | 0        | 2021年2月21日  | 新百合トゥエンティワンホール 新井健一郎&ヒデ久保田 返上                         |
| 第5代  | カズ・ハヤシ&渡辺壮馬    | 1        | 3        | 2021年5月16日  | 新百合トゥエンティワンホール 大和ヒロシ&井土徹也 返上                           |
| 第6代  | 兼平大介&井土徹也        | 2        | 2        | 2021年9月17日  | とどろきアリーナ カズ・ハヤシ&伊藤貴則 返上                                     |
| 第7代  | 定アキラ&伊東優作        | 1        | 6        | 2022年5月2日   | 後楽園ホール ビリーケン・キッド&TAMURA、下村大樹&島谷常寛による3WAYタッグマッチ |
| 第8代  | 佐藤大地&秦野友貴        | 1        | 0        | 2023年8月16日  | 後楽園ホール                                                                    |
| 第9代  | 岩本煌史&石田慎也        | 1        | 1        | 2023年9月24日  | フロンタウン生田                                                                |
| 第10代 | 佐藤大地&秦野友貴        | 2        | 5        | 2023年12月17日 | とどろきアリーナ                                                                |
| 第11代 | 定アキラ&大谷譲二        | 1        | 0        | 2025年1月19日  | フロンタウン生田                                                                |
| 第12代 | 秦野友貴＆清水佑         | 1        | 0        | 2025年5月3日   | 今池ガスホール                                                                  |
| 第13代 | ジョーシー＆ムーロー     | 1        | 0        | 2025年6月1日   | 新百合トゥエンティワンホール                                                    |
| 第14代 | 大家慶次郎＆趙雲"骨"子龍 | 1        |          | 2025年8月17日  | とどろきアリーナ                                                                |